# Jala (rivière)
Pour l’article homonyme, voir Jala.
La Jala est une rivière de Bosnie-Herzégovine. Sa longueur est de 37 km. Elle est un affluent de la Spreča.
La Jala appartient au bassin versant de la mer Noire. Elle n'est pas navigable.

## Géographie
La rivière prend sa source à une altitude de 700 m dans la montagne de Majevica, dans les Alpes dinariques ; elle structure le réseau fluvial de la région de Tuzla, avec ses affluents dont les principaux sont la Solina, la Joševica, la Požarnička et les ruisseaux Grabovo et Mramorski.